# لیک هیلز (تگزاس)
لیک هیلز (به انگلیسی: Lakehills) یک منطقهٔ مسکونی در ایالات متحده آمریکا است که در شهرستان بندرا، تگزاس واقع شده‌است. لیک هیلز ۸۹٫۰ کیلومتر مربع مساحت و ۵٬۱۵۰ نفر جمعیت دارد و ۳۷۴ متر بالاتر از سطح دریا واقع شده‌است.